# Horisme brunnea
Horisme brunnea är en fjärilsart som beskrevs av Chalmers-hunt 1961. Horisme brunnea ingår i släktet Horisme och familjen mätare. Inga underarter finns listade i Catalogue of Life.